# Harasupia mexicana
Harasupia mexicana är en insektsart som beskrevs av Nielson 1989. Harasupia mexicana ingår i släktet Harasupia och familjen dvärgstritar. Inga underarter finns listade i Catalogue of Life.